# Jadwiga Godlewska
Jadwiga Godlewska z Dydyńskich (ur. 14 sierpnia 1871, zm. 3 marca 1957 w Krakowie) – jedna z pierwszych studentek Uniwersytetu Jagiellońskiego, farmaceutka.

## Życiorys
Absolwentka Uniwersytetu Latającego w Warszawie. Od 1895 była wraz ze Stanisławą Dowgiałło, Janiną Kosmowską, Jadwigą Sikorską, Marią Arct, Stefanią Deikę, Marią Mańkowską i Augustą Pasierbską w gronie pierwszych studentek Uniwersytetu Jagiellońskiego. Utrzymywała się wówczas z korepetycji, mieszkając wspólnie ze swą przyjaciółką Marią Arct. Na UJ studiowała farmację, po czym pracowała w laboratorium na UJ. Aktywistka postępowej samokształceniowej organizacji studenckiej „Zjednoczenie”. Od 1920 żona profesora embriologii UJ Emila Godlewskiego (1875–1944), któremu pomagała w pracy naukowej. Nie mogąc mieć dzieci, adoptowali jako córkę Irenę (1909–1983), późniejszą żonę Janusza Zielonackiego. Uporządkowała m.in. spuściznę po swym teściu chemiku i botaniku Emilu Godlewskim (1847–1930), przekazując ją następnie do archiwum uniwersytetu. Podczas II wojny światowej wraz z mężem działała w Polskim Czerwonym Krzyżu i Radzie Głównej Opiekuńczej. W 1946 księgozbiór naukowy swego męża sprzedała nowo powstałej Akademii Medycznej w Gdańsku, gdzie stał się on zaczątkiem biblioteki tej uczelni.
Pochowana wraz z mężem w grobowcu rodzinnym Godlewskich na cmentarzu Rakowickim w Krakowie, kw. X, gr. rodz.